# Zophosis balti
Zophosis balti là một loài bọ cánh cứng trong họ Tenebrionidae. Loài này được Penrith miêu tả khoa học năm 1977.